# Imbleville
Imbleville ist eine französische Gemeinde mit 315 Einwohnern (Stand: 1. Januar 2022) im Département Seine-Maritime in der Region Normandie (vor 2016 Haute-Normandie). Sie gehört zum Arrondissement Dieppe und zum Kanton Luneray (bis 2015 Kanton Tôtes). Die Einwohner werden Imblevillais genannt.

## Geographie
Imbleville liegt etwa 42 Kilometer nordnordöstlich von Rouen im Pays de Bray. Umgeben wird Imbleville von den Nachbargemeinden Val-de-Saâne im Norden und Osten, La Fontelaye im Süden, Vibeuf im Südwesten, Lindebeuf im Westen sowie Le Torp-Mesnil im Westen und Nordwesten.

## Bevölkerungsentwicklung
| Jahr                      | 1962 | 1968 | 1975 | 1982 | 1990 | 1999 | 2006 | 2013 |
| Einwohner                 | 215  | 204  | 200  | 251  | 257  | 276  | 296  | 326  |
| Quelle: Cassini und INSEE |      |      |      |      |      |      |      |      |

## Sehenswürdigkeiten

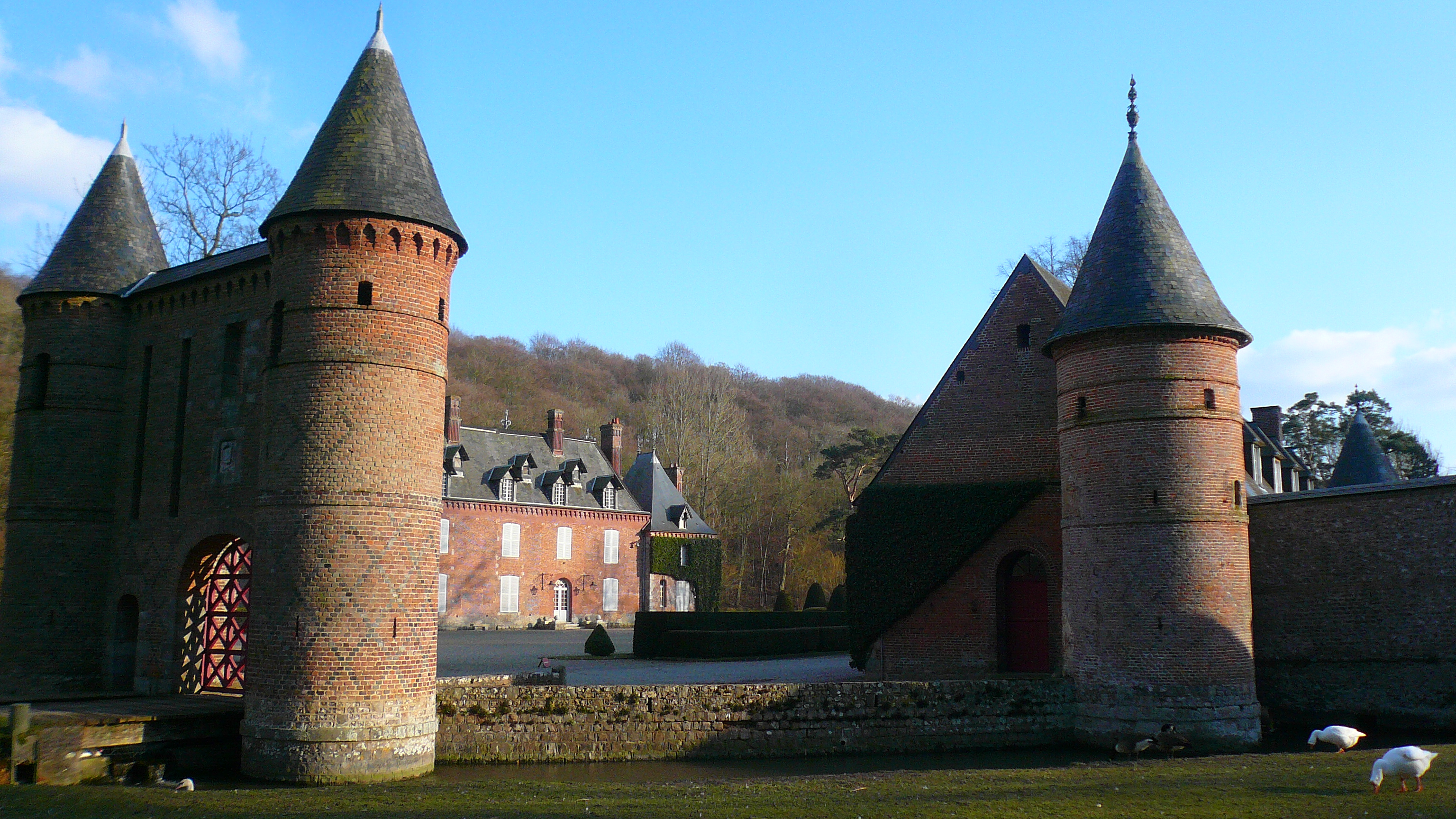
Schloss Bimorel

- Kirche Saint-Jean
- Schloss Bimorel